# Чифлик (община Царево село)
Вижте пояснителната страница за други значения на Чифлик.
Чифлик (на македонска литературна норма: Чифлик) е село в община Царево село на Северна Македония.

## География
Селото се намира в областта Пиянец, в северното подножие на планината Голак.

## История
Според преброяването от 2002 година селото има 51 жители, всички северномакедонци.